# EMERGENCY
EMERGENCY（エマージェンシー）は、ビクターエンタテインメント所属のエレクトロユニット。

## 概要
アニメソングとエレクトロニック・ダンス・ミュージック(EDM)を合わせた「ADM」ユニットとして、
2013年7月に結成。声優の小野坂昌也と小林ゆう、元AAAメンバーの後藤友香里、そしてサウンドプロデュースに札幌出身のDJ・tkrism（2015年よりYunomiに改名）で構成されている。

## メンバー
NEW YOUNG(ニュー・ヤング) - 小野坂昌也
1964年10月13日生まれ。大阪府出身。イメージカラーは緑。2017年に開設された小野坂の個人YouTubeチャンネルのタイトルにも本名義が用いられている。
CRAZY YU(クレイジー・ユウ) - 小林ゆう
2月5日生まれ。東京都出身。イメージカラーは赤。
元メンバー
DANCING YUKARI(ダンシング・ユカリ) - 後藤友香里
1988年1月14日生まれ。東京都出身。イメージカラーは青。2017年3月30日卒業。

## 略歴
2013年
- 7月26日、結成を発表。[1]
- 8月31日、きたまえ↑ 札幌☆マンガ・アニメフェスティバルにて初のライブ出演。
- 9月25日、デビューアルバム「ADM - Anime Dance Music produced by tkrism -」を発売。
- 12月31日、横浜ベイホールにて初の単独ライブ「EMERGENCY COUNTDOWN LIVE - A HAPPY NEW YOUNG 2013 → 2014 -」を開催。

2014年
- 9月20日、ニコニコ生放送で「緊急特別企画！EMERGENCYニコニコ生放送」を実施。2014年12月29日に世界最速カウントダウンライブ開催、10月からラジオ番組「EMERGENCY the RADIO」放送、新作アルバムの発売を発表。
- 10月10日、初の冠ラジオ番組「EMERGENCY the RADIO」を文化放送超A&G+にて開始。
- 12月27日、2ndアルバム「Walkin' Loopin' Party」を発売。
- 12月29日、川崎CLUB CITTAにて単独ライブ「EMERGENCY　"世界最速"COUNTDOWN LIVE 〜Walkin' Loopin' Party 2014→2014〜※誤植ではありません」を開催。

2015年
- 8月2日 - 10月11日、初のライブツアー「EMERGENCY LIVE 2015～夏～ -東京山手線TOUR-」を東京都内3か所で開催。

2016年
- 7月13日 - シーサイド・コミュニケーションズからライブビデオ「EMERGENCY“世界最速”COUNTDOWN LIVE～Walkin‘Loopin’Party 2014→2014～」を発売。
- 10月12日 - ドリーミュージック「FEEL MEE」レーベル移籍第一弾となる1stシングル「PAN!」を発売。

2017年
- 3月30日 - 科学技術館サイエンスホールにて「EMERGENCY LIVE 2017「俺のADM」～DANCING YUKARI LAST DANCE～ 」を開催、DANCING YUKARIが卒業。ミニアルバム「俺のADM」を発売。
- 4月1日 - ラジオ関西にてNEW YOUNGとユニット関連スタッフも務めた放送作家のNEW TAKASHI（伊福部崇）による番組「ニューにゅうNEW YOUNG」開始。
- 4月2日 - 冠ラジオ番組「EMERGENCY the RADIO」終了。

2019年
- 3月30日 - ラジオ番組「ニューにゅうNEW YOUNG」終了。

## ディスコグラフィ

### アルバム
|     | 発売日         | タイトル                                     | 規格品番                                         | 順位  |
| --- | -------------- | -------------------------------------------- | ------------------------------------------------ | ----- |
| 1st | 2013年9月25日  | ADM - Anime Dance Music produced by tkrism - | VICL-64069                                       | 109位 |
| 2nd | 2014年12月17日 | Walkin' Loopin' Party                        | VIZL-763（DVD付初回限定版） VICL-64269（通常盤） | 168位 |

### シングル
|     | 発売日         | タイトル | 規格品番   | 順位 |
| --- | -------------- | -------- | ---------- | ---- |
| 1st | 2016年10月12日 | PAN!     | NECM-12175 |      |

### ミニアルバム
|     | 発売日        | タイトル | 規格品番 | 順位 |
| --- | ------------- | -------- | -------- | ---- |
| 1st | 2017年3月30日 | 俺のADM  | FEME-4   |      |

### 映像作品
|     | 発売日        | タイトル                                                            | 規格品番               | 備考                               |
| --- | ------------- | ------------------------------------------------------------------- | ---------------------- | ---------------------------------- |
| 1st | 2016年7月13日 | EMERGENCY“世界最速”COUNTDOWN LIVE ～Walkin‘Loopin’Party 2014→2014～ | SSCB-3(BD) SSCD-5(DVD) | アニメイト、シーサイドSHOP限定発売 |

### タイアップ
| 楽曲                  | タイアップ                                         | 時期   |
| --------------------- | -------------------------------------------------- | ------ |
| Walkin' Loopin' Party | テレビ東京『アニメマシテ』12月度オープニングテーマ | 2014年 |

### 物販限定CD
|     | 発売日        | タイトル | 備考                                                 |
| --- | ------------- | -------- | ---------------------------------------------------- |
| 1st | 2017年3月30日 | 俺のADM  | iTunes Store、Amazon「デジタルミュージック」でも配信 |

## 出演

### テレビ番組
- なかのひと。（2013年10月22日・29日、北海道放送・MUSIC ON! TV）

### ラジオ番組
- EMERGENCY the RADIO（2014年 - 2017年、超!A&G+、シーサイド・コミュニケーションズ制作）
- ニューにゅうNEW YOUNG（2017年 - 2019年、ラジオ関西、NEW YOUNGのみ出演）

### インターネット放送
- EMERGENCY COUNT DOWN LIVE 直前SP@アメスタ（2013年12月12日、AmebaStudio）
- 緊急特別企画！EMERGENCYニコニコ生放送（2014年9月20日、ニコニコ生放送）
- 【小野坂昌也、小林ゆう、後藤友香里】EMERGENCY LIVE 2015～夏～-山手線TOUR-原宿駅夜公演を生中継！（2015年8月2日 ニコニコ生放送「animeloLIVE!」）
- EMERGENCY山手線TOUR緊急“予習”特番！コレを観て鶯谷駅へLet’s Go↑↑～ライブダイジェスト＆リーディングミュージカル全編放送！～（2015年9月21日 ニコニコ生放送「animeloLIVE!」）
- アニソンCLUB! VOL.1.5（2016年6月3日 ニコニコ生放送「animeloLIVE!」 NEW YOUNGのみ）

### ワンマンライブ・イベント
- EMERGENCY COUNTDOWN LIVE - A HAPPY NEW YOUNG 2013 → 2014 -（2013年12月31日、横浜ベイホール）
- EMERGENCY　"世界最速"COUNTDOWN LIVE 〜Walkin' Loopin' Party 2014→2014〜※誤植ではありません（2014年12月29日、川崎CLUB CITTA）
- EMERGENCY the RADIO公開収録in文化放送メディアプラスホール（2015年7月19日 文化放送メディアプラスホール）
- EMERGENCY LIVE 2015～夏～ -東京山手線TOUR-
  - 2015年8月2日 原宿駅公演 表参道GROUND サブ企画：EMERGENCYリクエストアワー～その場でみんなのリクエストに応えます！～
  - 2015年9月6日 東京駅公演 日経ホール サブ企画：EMERGENCYリーディングミュージカル（ゲスト：小西克幸、菅沼久義、佐藤聡美）
  - 2015年10月11日 鶯谷駅公演 東京キネマ倶楽部（ゲスト：小西克幸、菅沼久義、石塚運昇、置鮎龍太郎）
- EMERGENCY LIVE 2016 in TOKYO MiX vol.2（2016年9月11日、TOKYO FM HALL）
- EMERGENCY LIVE 2017「俺のADM」～DANCING YUKARI LAST DANCE～（2017年3月30日 科学技術館サイエンスホール）

### 参加ライブ
- きたまえ↑ 札幌☆マンガ・アニメフェスティバル（2013年8月31日・9月1日、札幌芸術の森）
- あに☆ぱら ～anime paradise～ 2015 in 名古屋（2015年9月20日、日本特殊陶業市民会館ビレッジホール EMERGENCY feat.TEAM DANCING名義で出演）
- 「アニソンCLUB! VOL.1.5」公開生放送（2016年6月3日 東京都港区・ポニーキャニオンイベントスペース NEW YOUNGのみ）